# 高木正勝
高木 正勝（たかぎ まさかつ、1979年 - ）は、日本の音楽家、映像作家。京都府出身。

## 経歴
12歳から親しんでいるピアノを用いた音楽、世界を旅しながら撮影した「動く絵画」のような映像の両方を手掛ける。
NHK連続テレビ小説『おかえりモネ』やアニメーション映画『おおかみこどもの雨と雪』『バケモノの子』の劇伴、CM音楽やエッセイ執筆など幅広く活動している。

## ディスコグラフィ
オリジナル・アルバム
- pia (2001年)  - CD
- eating (2002年) - CD
- opus pia (2002年) - CD, DVD
- JOURNAL FOR PEOPLE (2002年7月3日/8月7日) - CD, DVD
- world is so beautiful (2003年) - DVD
- eating 2 (2003年) - CD
- rehome (2003年6月25日) - CD+DVD
- sail (2003年8月27日) - CD
- COIEDA (2004年9月8日) - CD+DVD
- AIR'S NOTE (2006年3月24日) - CD
- おむすひ (2013年2月20日) - 2CD+絵本
- かがやき (2014年11月19日) - 2CD+絵本
- Marginalia (2018年11月21日) - CD
- Marginalia II (2019年4月3日) - CD
- Marginalia Ⅲ (2021年5月26日) - CD
- Marginalia Ⅳ (2021年5月26日) - CD
- Marginalia Ⅴ (2023年4月5日) - CD

コンサート・アルバム
- Private / Public (2007年) - CD
- Tai Rei Tei Rio (2009年) - CD+文庫本
- ドキュメンタリー映画「或る音楽」(2010年) - DVD
- 山咲み (2016年) - 2CD+DVD
- YMENE (2017年) - CD

サウンドトラック
- サウンドトラック- Niyodo (2011年) - 配信
- サウンドトラック- Tama Tama (2011年) - 配信
- サウンドトラック- おおかみこどもの雨と雪 (2012年) - CD
- サウンドトラック- 恐竜せんせい (2013年) - 配信
- サウンドトラック- バケモノの子 (2015年) - CD
- サウンドトラック- 未来のミライ (2018年) - CD
- サウンドトラック- 静かな雨 (2020年) - 配信
- サウンドトラック- おかえりモネ1〜8 (2021年6月9日〜11月26日) - CD

配信限定シングル
| 発売日         | タイトル                               |
| -------------- | -------------------------------------- |
| 2007年6月27日  | iTunes Live from Tokyo                 |
| 2012年7月11日  | おかあさんの唄 / アン・サリー 高木正勝 |
| 2016年12月17日 | めぐみ                                 |
| 2022年1月11日  | Marginalia #104                        |
| 2022年2月24日  | Marginalia #105                        |
| 2022年3月23日  | Marginalia #106                        |
| 2022年3月31日  | Marginalia #107                        |
| 2022年4月22日  | Marginalia #108                        |
| 2022年5月13日  | Marginalia #109                        |
| 2022年5月22日  | Marginalia #110                        |
| 2022年6月9日   | Marginalia #111                        |
| 2022年6月13日  | Marginalia #112                        |
| 2022年7月17日  | Marginalia #113                        |
| 2022年8月12日  | Marginalia #114                        |
| 2022年10月1日  | Marginalia #115                        |
| 2022年10月20日 | Marginalia #116                        |
| 2022年11月13日 | Marginalia #117                        |
| 2022年11月17日 | Marginalia #118                        |
| 2022年12月24日 | Marginalia #119                        |
| 2023年1月26日  | Marginalia #120                        |
| 2023年2月8日   | Marginalia #121                        |
| 2023年2月21日  | Marginalia #122                        |
| 2023年2月26日  | Marginalia #123                        |
| 2023年3月4日   | Marginalia #124                        |
| 2023年3月7日   | Marginalia #125                        |
| 2023年3月10日  | Marginalia #126                        |
| 2023年4月7日   | Marginalia #127                        |
| 2023年4月17日  | Marginalia #128                        |
| 2023年4月18日  | Marginalia #129                        |
| 2023年5月7日   | Marginalia #130                        |
| 2023年5月23日  | Marginalia #131                        |
| 2023年6月12日  | Marginalia #132                        |
| 2023年6月17日  | Marginalia #133                        |
| 2023年6月29日  | Marginalia #134                        |
| 2023年7月6日   | Marginalia #135                        |
| 2023年7月15日  | Marginalia #136                        |
| 2023年7月18日  | Marginalia #137                        |
| 2023年7月22日  | Marginalia #138                        |
| 2023年8月2日   | Marginalia #139                        |
| 2023年8月5日   | Marginalia #140                        |
| 2023年8月30日  | Marginalia #141                        |
| 2023年10月31日 | Marginalia #142                        |
| 2023年11月1日  | Marginalia #143                        |
| 2023年12月22日 | Marginalia #144                        |
| 2023年12月24日 | Marginalia #145                        |
| 2024年2月14日  | Marginalia #146                        |
| 2024年2月23日  | Marginalia #147                        |
| 2024年2月26日  | Marginalia #148                        |
| 2024年3月6日   | Marginalia #149                        |
| 2024年3月19日  | Marginalia #150                        |
| 2024年3月31日  | Marginalia #151                        |
| 2024年4月9日   | Marginalia #152                        |
| 2024年4月16日  | Marginalia #153                        |
| 2024年4月19日  | Marginalia #154                        |
| 2024年4月21日  | Marginalia #155                        |
| 2024年4月28日  | Marginalia #156                        |
| 2024年5月10日  | Marginalia #157                        |
| 2024年5月18日  | Marginalia #158                        |
| 2024年5月21日  | Marginalia #159                        |

## 書籍
- BLOOMY GIRLS (2006年) - Visual Book+DVD
- こといづ (2018年）- 初のエッセイ集。

## Works

### 映画音楽
- 「そのときは彼によろしく」（2007年）（監督：平川雄一朗）＜挿入曲＞
- 「たまたま」（2011年）（監督：小松真弓、主演：蒼井優）
- 「おおかみこどもの雨と雪」（2012年）（監督：細田守）
- 「夢と狂気の王国」（2013年）（監督：砂田麻美）
- 「バケモノの子」（2015年）（監督：細田守）
- 「未来のミライ」（2018年）（監督：細田守）
- 「静かな雨」（2020年）（監督：中川龍太郎）
- 「違国日記」（2024年）（監督：瀬田なつき）
- 「光る川」（2025年）（監督：金子雅和）

### TVドラマ音楽
- NHK福井 開局80周年記念ドラマ「恐竜せんせい」 (2013年)
- NHK連続テレビ小説「おかえりモネ」 (2021年)

### TVドキュメンタリー音楽
- NHKドキュメンタリー番組「仁淀川～知られざる青の世界」 (2011年)

### TV音楽
- NHK "オープニング映像 「美と出会う」 (2001年) - オープニング映像／音楽を制作。
- NHK "オープニング映像 「ETV」 (2002年) - オープニング映像／音楽を制作。
- SMAP×SMAP (2003年) - ブリッジ映像／音楽を制作。
- NHK「神と人が会う日〜京都・葵祭」 (2009年) - オープニング映像／音楽を制作。
- 毎日放送ニュース番組「VOiCE」 (2009年) - オープニング映像／音楽を制作。
- NHK富山「ニュース富山人」 (2016年) オープニング／エンディング / 天気予報
- 日本テレビ「金曜ロードSHOW」 (2018年) オープニング音楽

### ラジオドラマ音楽
- NHKFMシアター「春祭り」 (2011年)

### 舞台音楽
- 上村なおか "Wonder Girl" (2004年)出演：上村なおか、アリーサ・カルドーナ、大野慶人、衣装/舞台：皆川明、映像/音楽：高木正勝
- 森山開次 "曼荼羅の宇宙" (2012年) 音楽：高木正勝

### 校歌
- 能勢ささゆり学園（大阪府能勢） 校歌 (2017年)

### CM出演
- Apple - 'Sound of Light' (2006年）
- Yebisu <ザ・ポップ> with Salyu (2007年）
- Apple - 'Thirty Years of Mac' (2014年）

### 編曲
- YUKI "秘密の花園"   (2006年) -  松田聖子トリビュートアルバム「Jewel Songs」に収録。
- "Perpetuum Mobile"   (2007年) -  ペンギン・カフェ・オーケストラ トリビュートアルバム「Jewel Songs」に収録。
- 映画「GAMBA ガンバと仲間たち」(2015年) 主題歌「僕らが旅に出る理由」歌：賠償千恵子, 作詞作曲：小沢健二, 編曲：高木正勝

### リミックス
- つじあやの "桜の木の下で"   (2003年) - シングル「桜の木の下で」に収録。
- Polaris "檸檬"   (2003年) - シングル「檸檬」に収録。
- アクアラング "Easier to lie"   (2005年) - ミニアルバム「Deep Blue」に収録。
- ORANGE RANGE "Иatural Pop"   (2006年) - アルバム「Squeezed」に収録。
- CHEMISTRY "nothing"   (2006年) - アルバム「Refo(u)m」に収録。

### 演奏
- UA "Golden Green"   (2007年) - UAの楽曲「Pradise alley」「ノレンノレン／灰色した猿の夢」にピアノで参加。
- 原田知世 "music & meツアー""   (2008年) - 東京追加公演にピアノで参加。
- スティーヴ・ジャンセン "slope""   (2008年) - ピアノで参加。出演：スティーヴ・ジャンセン、小山田圭吾、高木正勝、他
- UA "Japo"  (2016年) ピアノで参加。

### 映像制作（ミュージックビデオ）
- 遊佐未森 "light song" (2003年)
- UA  "Lightning"   (2004年)
- UA "The color of empty sky"   (2005年)
- YUKI "ドラマチック"   (2005年)
- ジョン・ケイジ "New Ryoanji"   (2005年) - ジョン・ケイジの楽曲「Ryoanji」の映像作品を制作。音楽はアルヴァ・ノト、池田亮司。
- Cornelius "Toner"   (2006年)

### 映像制作/ VJ（コンサート）
- Sketch Show "Wild Sketch Show"  (2003年) - Sketch Showのライブツアー「Wild Sketch Show」に映像で参加。
- デヴィッド・シルヴィアン "Blemish" (2003年) - 元ジャパンのデヴィッド・シルヴィアンのワールドツアー「Blemish」に映像で参加。
- サンディ・ラム "Seamless"  (2007年) - 香港、台湾などで活躍している歌手、林 憶蓮（サンディ・ラム）のコンサートに映像提供。

### 映像制作（TV, その他）
- 2002年 NHK番組「美と出会う」のオープニング映像と音楽を制作。4月より一年間放送
- 2002年 Image Garden-inspired byデレク・ジャーマン」（コンピレーションDVD）（UPLINK,東京）
- 2003年 NHK教育テレビ「ETVスペシャル」のオープニング映像を制作
- 2004年 SMAP×SMAP（フジTV）のブリッジ映像と音楽を制作
- 2005年 Jhon Cage「New Ryoanji」の映像を制作。音楽:カールステン・ニコライ、池田良司。展覧会「Playing John Cage」(Arnolfini Gallery、イギリス）にて発表
- 2007年 UA「The color of empty sky」の映像作品を制作、展示発表（ニューヨーク）
- 2007年 SMAP×SMAP（フジTV）のブリッジ映像と音楽を制作
- 2007年 Audiとのコラボレーション映像作品「Tidal」制作
- 2008年 多摩美術大学 芸術人類学研究所（所長:中沢新一）とのコラボレーション映像作品「Homicevalo」制作
- 2008年 理化学研究所 発生・再生科学総合研究センターとのコラボレーション映像作品「NIHITI」制作
- 2008年 NOKIAとのコラボレーション映像作品「Thanka」「IORA」制作
- 2009年 ＮＨＫ番組「神と人が会う日～京都・葵祭 一千年の神事～」のオープニング映像と音楽「AOI」を制作
- 2009年 毎日放送ニュース番組「VOiCE」のオープニング映像/音楽を制作
- 2009年 松田優作のドキュメンタリー映画「SOULRED」の挿入映像を制作

### 執筆
- FUDGE 2004年11月号より5年間コラム連載。
- 中沢新一"鳥の仏教" 文庫本 - 解説文。
- ソトコト 2012年5月号よりコラム連載。

### その他
- 2005年 携帯電話「sorato」(森本千絵デザイン) 、発表展示用に坂本美雨と音楽を共同制作。
- 2006年 KENZOの香水"KENZO AIR”にFLIP BOOKを提供
- 2006年 NHKラジオプログラム「SoundStreet21」のタイトルロゴを制作
- 2010年 KDDI iida の携帯電話”LIGHT POOL”の光と音楽の制作およびディレクション
- 2010年 GIVENCHY 2010 A/W "BLOOMING"（映像作品「Bloomy Girls」にインスパイアされ誕生）

## 展覧会

### 主な個展
- pia (2001年) - Pepper's Gallery, 東京
- JOURNAL FOR PEOPLE (2001年) - Think ZONE, 東京
- World is so beautifu (2003年) - CAI Gallery, ハンブルク、ドイツ
- TAKAGI  (2006年) - Byblos Gallery, ヴェローナ、イタリア
- イタコ (2008年) - 山本現代 , 東京
- Ymene  (2010年)  - 山本現代,  東京
- あゆち  (2011年)  - 文化フォーラム春日井、愛知
- Ymene  (2011年)  - Agora Art、台北、台湾
- 発芽祭  (2013年)  - 山本現代,  東京
- 星の時間 (2020年） - ARTIUM / 福岡

### 主なグループ展
- MOTアニュアル：おだやかな日々  (2002年)  - 水戸芸術館
- CAFE in Mito  (2002年)  - 東京都現代美術館
- INTERRUPT  (2003年)  - シンガポール美術館
- The gallery at night SKETCH  (2004年)  - Sketch Gallery, ロンドン
- アートカレイドスコープOSAKA05  (2005年)  - ギャラリーCASO, 大阪
- Express  (2005年)  - Duolun Museum of Moden Art, 上海
- The Evening Traveling  (2005年)  - Spoltore, ペスカーラ、イタリア
- BIAS  (2005年)  - 台北近代美術館
- NEo / Baroque  (2005年)  - Bybos Art Gallery, ヴェローナ、イタリア
- Lido  (2005年)  - Kunsthalle Dusseldorf, デュッセルドルフ、ドイツ
- playing JOHN CAGE  (2005年)  - ARNOLFINI Gallery, ブリストル、イギリス
- color of empty sky   (2005年)  - Transplant Gallery, ニューヨーク
- 光のひろば  (2005年)  - せんだいメディアテーク
- スイート メモリーズ  (2005年)  -北海道立近代美術館
- Gardens  (2006年)  - 豊田市美術館
- Context Series, Part I  (2006年)  - Museum of Glass, シアトル、アメリカ
- Trial Balloons  (2006年)  - MUSAC, レオン、スペイン
- My heart belongs to... Tokyo  (2006年)  - Le Cube, イシー・レ・ムリノー, フランス
- MOT コレクション 2007  (2007年)  - 東京都現代美術館
- 森のなかで (2007年)  - 田辺市立美術館、和歌山県立近代美術館
- ライフがフォームになるとき-未来への対話  (2008年)  - オスカー ニーマイヤー, サンパウロ近代美術館、ブラジル
- KITA; Japalese artists meet Indonesia  (2008年)  - Jogja National Museum, インドネシア
- Dual Points  (2008年)  - 京都芸術センター
- Art Through Nature  (2008年)  - Koreana Art Cente, ソウル、韓国
- ダブル クロノス  (2008年)  - Zuishoji Art Projects, 東京
- どろどろ、どろん 異界をめぐるアジアの現代美術 (2009年)  - 広島市現代美術館
- トランスフォーメーション  (2010年)  - 東京都現代美術館
- Trans-Cool Tokyo  (2011年)  - 台北市立美術館
- Invisibleness is visibleness  (2011年)  - 台北現代美術館 MOCATaipei
- CAFE in Mito 2011 - かかわりの色いろ  (2011年)  - 水戸芸術館
- Cosmic Travellers- toward the unknown (2012年)  - エスパス ルイ・ヴィトン東京
- 小沢剛 高木正勝 アフリカを行く展 (2013年)  - ヨコハマ創造都市センター、神奈川
- 夢のゆくえ (2013年)  - 高松市美術館、 香川
- Media Ambition Tokyo 2014 (2014年)  - 六本木ヒルズ 東京シティビュー / 東京
- クロニクル1995 (2014年)  - 東京都現代美術館 / 東京
- 美少女の美術史 (2014年)  - 青森県立美術館 / 青森
- The Need for My Care (2016年)  - Waterfall Mansion & Gallery / ニューヨーク、アメリカ
- Animated ! : Explorations into Moving Pictures (2016年)  - Palmer Museum of Art / ペンシルヴァニア、アメリ
- 生きとし生けるもの (2016年)  - ヴァンジ彫刻庭園美術館 / 静岡
- 高橋コレクションの宇宙 (2017年)  - 熊本市現代美術館 /熊本
- やんばるアートフェスティバル (2017年)  -  沖縄
- さいたま国際芸術祭2020 (2020年） - 旧大宮区役所 /埼玉